# 阿德兰塔多
阿德兰塔多（西班牙语：Adelantado）是西班牙王室授予的官职称号。阿德兰塔多原为西班牙在反摩尔人战争中設置的官职，意为边疆镇守特使。當時被授予阿德兰塔多在新佔領的土地上可以独揽大權。在西班牙开拓美洲殖民地时期，西班牙又授予美洲殖民官員這一官職。16世纪20至30年代，约有30人拥有过这种称号。阿德兰塔多是终身职务，有的还可由子孙世袭。阿德兰塔多以西班牙国王的名义对美洲进行征服活动，西班牙国王在法律上对阿德兰塔多征服的殖民地拥有主权。不過阿德兰塔多必须自己筹备人力和物力进行征服和探险，自己出钱组建和训练军队和印第安人作战。西班牙美洲的阿德兰塔多在自己的管区内有权任命官員，而且自己還會占有大片土地，不交任何税。16世紀中葉，阿德兰塔多被廢除。